# Giovanni Battista de Martino di Pietradoro
Giovanni Battista de Martino di Pietradoro (Napoli, 22 aprile 1758 – Napoli, 1º maggio 1826) è stato un vescovo cattolico italiano.

## Biografia
Nato in una famiglia nobile (suo padre era duca di Pietradoro), a sedici anni di età entrò nella Congregazione dei Pii Operai, il cui fine era quello di assistere spiritualmente i più poveri e di insegnare il catechismo nelle aree rurali. Con il passare del tempo riuscì ad ottenere sempre più la stima e l'affetto dei suoi confratelli tanto che, dopo aver scalato tutti i gradi della Congregazione, fu eletto "preposito generale".
Fu consacrato vescovo di Telese e Alife il 9 maggio 1824 a Roma, nella chiesa di Santa Teresa, dal cardinale Giovanni Francesco Falzacappa. L'11 giugno fece il suo solenne ingresso a Cerreto Sannita durante la fiera patronale in onore di Sant'Antonio di Padova.
Alternò il suo domicilio fra Alife e Cerreto, cercando di "togliere di mezzo le discordie e le liti" che erano sorte dopo l'unione delle due diocesi.
Nella sua relazione ad limina riferiva che durante il suo episcopato erano stati avviati alcuni scavi archeologici presso l'antica città romana di Telesia. Nella stessa relazione scriveva che cinque sacerdoti della diocesi si erano iscritti alla massoneria destando grande scandalo fra i fedeli. Dopo le sue pressioni solo due sacerdoti decisero di obbedire al vescovo e di lasciare la massoneria. Gli altri due furono sospesi a divinis e deferiti al tribunale ecclesiastico.
I contemporanei scrivevano che De Martino era un vescovo splendido nei modi, con una voce solenne e che nelle prediche si ispirava a Sant'Alfonso Maria de Liguori. Nell'elenco dei priori della Congregazione dei Pii Operai c'è scritto che era di maniere cortesi e di operosità insigne, molto simile a San Francesco di Sales.
Dopo un viaggio di lavoro a Napoli contrasse una grave affezione catarrale che lo portò in breve tempo alla morte. Fu sepolto dopo "pomposi funerali" nella chiesa della Congregazione dei Pii Operai (San Nicola alla Carità) dove era già stato sepolto il predecessore Raffaele Longobardi.

## Genealogia episcopale
La genealogia episcopale è:
- Cardinale Scipione Rebiba
- Cardinale Giulio Antonio Santori
- Cardinale Girolamo Bernerio, O.P.
- Arcivescovo Galeazzo Sanvitale
- Cardinale Ludovico Ludovisi
- Cardinale Luigi Caetani
- Cardinale Ulderico Carpegna
- Cardinale Paluzzo Paluzzi Altieri degli Albertoni
- Papa Benedetto XIII
- Papa Benedetto XIV
- Papa Clemente XIII
- Cardinale Bernardino Giraud
- Cardinale Alessandro Mattei
- Cardinale Giovanni Francesco Falzacappa
- Vescovo Giovanni Battista de Martino di Pietradoro